# Serie C2 1992/1993
Soutěžní ročník Serie C2 1992/93 byl 15. ročník čtvrté nejvyšší italské fotbalové ligy. Soutěž začala 13. září 1992 a skončila 26. června 1993. Účastnilo se jí celkem 54 týmů rozdělené do tří skupin po 18 klubech. Z každé skupiny postoupili první dva do třetí ligy a jeden ze třetího místa. Do nižší ligy sestoupili kluby kteří skončili na posledních třech místech v tabulce. 
Sezona skončila kvůli finančním nesrovnalostem jinak. Kluby které měli sestoupit níž (US Pergocrema, Fano Calcio, AS Cecina, AC Savoia 1908 a AS Astrea) byli nakonec ponechány i pro příští sezonu.